# DC Motema Pembe
Az Daring Club Motema Pembe, röviden Motema Pembe vagy DCMP, a Kongói Demokratikus Köztársaság fővárosának, Kinshasának labdarúgó csapata. 1936-ban alapították és a Linafoot küzdelmeinek tagja.

## Története
Az együttest Daring Faucon néven, 1936-ban, a Kongói Demokratikus Köztársaság második legidősebb csapataként hozták létre és alapításuk óta az ország élcsapatai közé tartozik.  1949-ben vették fel a CS Imana nevet, amit egészen 1985-ig használtak.
Igaz a DCMP utoljára 2008-ban végzett az élen, de 12 bajnoki címükkel, a harmadik helyet bérlik az örökranglistán. A nemzeti kupasorozatban viszont 13 győzelmével a legsikeresebb együttes hazájában.

## Sikerlista

### Hazai
- 12-szeres bajnok: 1963, 1964, 1974, 1978, 1989, 1994, 1996, 1998, 1999, 2004, 2005, 2008
- 13-szoros kupagyőztes:  1964, 1974, 1978, 1984, 1985, 1990, 1991, 1993, 1994, 2003, 2006, 2009, 2010
- 2-szeres szuperkupa győztes:  2003, 2005

### Nemzetközi
- 1-szeres Afrikai szuperkupa győztes: 1995
- 1-szeres Kupagyőztesek Afrika-kupája győztes: 1994

## Játékoskeret
2015. márciusától
| #  |     | Poszt | Név                     |
| -- | --- | ----- | ----------------------- |
| 1  | COD | K     | Ley Matampi             |
| 2  | COD | V     | Nkembi Bivala           |
| 3  | COD | V     | Yannick Bangala Litombo |
| 4  | COD | KP    | Kisombe Makuntima       |
| 5  | RWA | V     | Mao Kalisa              |
| 6  | COD | V     | Ungenda Muselenge       |
| 7  | COD | CS    | Mbidi Mavuanga          |
| 8  | COD | KP    | Mayayi Mukoko           |
| 9  | COD | CS    | Nzuzi Soki              |
| 10 | COD | KP    | Salakiaku Matondo       |
| 11 | COD | KP    | Mulekelayi Kanku        |

| #  |     | Poszt | Név              |
| -- | --- | ----- | ---------------- |
| 12 | COD | KP    | Ndjeka Mukadio   |
| 13 | COD | CS    | Inasawa Mfumu    |
| 14 | COD | CS    | Diavita Dama     |
| 15 | COD | KP    | Nkanu Mbiyavanga |
| 16 | COD | KP    | Bamenga Mukoko   |
| 17 | COD | KP    | Yannick Mbidi    |
| 18 | COD | CS    | Serge Lofo       |
| 19 | COD | CS    | Ngidi Yemweni    |
| 20 | COD | KP    | Landu Makela     |
| 21 | COD | V     | Lino Masombo     |
| 51 | CIV | CS    | Jùnior Koné      |

## Ismertebb játékosok
| - Paul Bonga Bonga - Mana Mamuwene - Mbungu Ekofa - Etepé Kakoko - Kidumu Mantantu - Mpangi Merikani - Kabwe Kasongo - Mercedes Benz Kiala Martin - Ndinga Mbote - Bwana Ngalula | - Mukwayanzo Bulayima - Bageta Dikilu - Patrick Apataki - Dikilu Bageta - Hervé Nzelo Lembi - Ikina Henri Camile - Kalonda Turbo - Mbala Mbuta Biscotte - Gladys Bokese - Labama Bokota | - Ngasanya Ilongo - Pascal Kalemba - Joël Kimwaki - Jean-Paul Eale Lutula - Alain Muana Kizamba - Emeka Mamale - Kapela Mbiyavanga - Eric Nkulukuta - Jean-Jacques Yemweni |